# ローマの恋
『ローマの恋』（ローマのこい、イタリア語: Un amore a Roma, 「ローマにおける恋愛」の意）は、1960年製作・公開、ディーノ・リージ監督によるイタリア・フランス・西ドイツ合作映画である。イタリア式コメディの1作。

## 略歴・概要
本作は、1960年、イタリアの製作会社レティシア・フィルム、マリオ・チェッキ・ゴーリが同年設立した製作会社フェア・フィルム、CEI インコム、フランスの製作会社レ・フィルム・マルソーとメジャー映画会社コシノール、西ドイツ・西ベルリンのアルファ・フィルムが共同で製作、イタリアの首都ローマ市内およびカンパニア州ナポリ県のカプリ島でロケーション撮影、ローマにあるチネチッタ撮影所およびインコム撮影所でセット撮影を行い完成、同年11月24日にCEIインコムの配給によりイタリア国内で、翌1961年3月17日にコンスタンティン・フィルムの配給により西ドイツ国内で、さらに翌年の1962年8月1日にコシノールの配給によりフランス国内で、それぞれ公開された。
日本では、日本ヘラルド映画が輸入し、フランス公開よりも2か月早い同年5月30日、同社の配給により公開された。日本でのビデオグラムは、2010年8月現在発売されていない。
2009年9月10日、第66回ヴェネツィア国際映画祭で上映された。

## スタッフ
- プロデューサー : マリオ・チェッキ・ゴーリ
- 監督 : ディーノ・リージ
- 原作 : エルコレ・パッティ （Ercole Patti）
- 脚本 : エンニオ・フライアーノ （Ennio Flaiano）
- 撮影 : マリオ・モントゥオーリ （Mario Montuori）
- 美術 : ピエロ・フィリッポーネ （Piero Filippone）
- 編集 : オッテロ・コランジェーリ （Otello Colangeli [4]）
- 音楽 : カルロ・ルスティケッリ

## キャスト
クレジット順
- ミレーヌ・ドモンジョ - Anna Padoan
- エルザ・マルティネッリ - Fulvia
- ピーター・ボールドウィン （Peter Baldwin） - Marcello Cenni
- クラウディオ・ゴーラ （Claudio Gora） - Engineer Curtatoni
- マリア・ペルシー （Maria Perschy） - Eleonora Curtatoni
- アルマンド・ロメオ （Armando Romeo [5]） - Nello D'Amore
- ウンベルト・オルシーニ （Umberto Orsini） - Peppino Barlacchi
- ラウラ・ロッカ （マリア・ラウラ・ロッカ、Maria Laura Rocca） - Curtatoni の妻
- アン・ホワイト （Anne White）
- ファンフッラ （Fanfulla） - 芸人
- レナート・モンタルバーノ （fr:Renato Montalbano）
- アンナ・グロリ （Anna Glori [6]）
- エンリコ・グロリ （Enrico Glori）
- ジャンニ・ムジー （Gianni Musy）
- ジャック・セルナス （Jacques Sernas） - Tony Meneghini
- ヴィットリオ・デ・シーカ - 重役

クレジット外
- エルコーレ・パッティ - 展覧会の客

## 関連事項
- 1962年の日本公開映画
- イタリア式コメディ

## 註
1. 1 2 3 4  Love in Rome, Internet Movie Database （英語）, 2010年8月31日閲覧。
2. 1 2  ローマの恋、キネマ旬報映画データベース、2010年8月31日閲覧。
3. 1 2 3  ローマの恋、allcinema ONLINE、2010年8月31日閲覧。
4. ↑  Otello Colangeli - IMDb（英語）, 2010年8月31日閲覧。
5. ↑  Armando Romeo - IMDb（英語）, 2010年8月31日閲覧。
6. ↑  Anna Glori - IMDb（英語）, 2010年8月31日閲覧。